# Mateo Gil
Francisco Mateo Gil Rodríguez (Las Palmas de Gran Canària, 23 de setembre de 1972) és un guionista i director de cinema espanyol. Coguionista de gran part de les pel·lícules d'Amenábar, va aconseguir quatre premis Goya que mai va anar a recollir. Amb una filmografia variada, és considerat per la crítica com un director sòlid i original, capaç de moure's en diferents registres.

## Biografia
Va néixer el 23 de setembre de 1972 en Las Palmas de Gran Canaria. Sent fill d'agricultors, durant la seva joventut va treballar com a cambrer, venedor d'enciclopèdies i missatger.
Amb un do especial per a la creació artística, va estudiar Ciències de la Informació en la Universitat Complutense, coincidint amb Amenábar amb qui va compartir amistat i projectes professionals. Ha col·laborat moltes vegades amb Alejandro Amenábar, va ser coguionista de gran part dels seus èxits de taquilla. Junts es van iniciar en el món del cinema i Mateo fou l'autor de la idea original de la pel·lícula Tesis, opera prima d'Amenábar.
Va començar a realitzar i dirigir les seves pròpies pel·lícules en 1999, inaugurant-se amb Nadie conoce a nadie, una intriga ambientada per Setmana Santa, per a seguir amb el western Blackthorn (2011). Aplaudida per la crítica i ambientada en les estepes bolivianes sobre el llegendari atracador Butch Cassidy, va ser representada per Sam Shepard. En 2017 fa un salt a la ciència-ficció amb Projecte Llàtzer, un thriller sobre el primer home congelat i ressuscitat. En 2018 s'atreveix amb una comèdia romàntica en clau de documental sobre física quàntica Les lleis de la termodinàmica, ambientada a Barcelona.

## Premis
- Medalles del Cercle d'Escriptors Cinematogràfics de 2005 al millor guió adaptat per El método[7]
- A la millor direcció al 35è Festival de Miami, 2018 per a Les lleis de la termodinàmica.[8]
- Goya al millor guió original por Agora (2009)
- Goya al millor curtmetratge de ficció per Dime que yo (2010)
- Goya al millor guió adaptat per El método (2005)
- Goya al millor guió original per Mar adentro (2004)
- Premi Lobo al millor curtmetratge nacional per Allanamiento de morada (1998)

## Filmografia
| Pel·lícula                    | Director           | Any  | Funcions             |
| ----------------------------- | ------------------ | ---- | -------------------- |
| Les lleis de la termodinàmica | Mateo Gil          | 2018 | Director i guionista |
| Projecte Llàtzer              | Mateo Gil          | 2017 | Director i guionista |
| Blackthorn                    | Mateo Gil          | 2011 | Director             |
| Dime que yo                   | Mateo Gil          | 2009 | Director i guionista |
| Agora                         | Alejandro Amenábar | 2008 | Guionista            |
| Regreso a Moira               | Mateo Gil          | 2006 | Director i guionista |
| El método                     | Marcelo Piñeyro    | 2005 | Guionista            |
| Mar adentro                   | Alejandro Amenábar | 2004 | Guionista            |
| Vanilla Sky                   | Cameron Crowe      | 2001 | Guionista            |
| Nadie conoce a nadie          | Mateo Gil          | 1999 | Director y guionista |
| Allanamiento de morada        | Mateo Gil          | 1998 | Director y guionista |
| Abre los ojos                 | Alejandro Amenábar | 1997 | Guionista            |
| Tesis                         | Alejandro Amenábar | 1996 | Guionista            |
| Soñé que te mataba            | Mateo Gil          | 1994 |                      |
| Antes del beso                | Mateo Gil          | 1993 |                      |

## Sèries
- Los Favoritos de Midas (Netflix, 2020)[9]